# Tod Gordon
Tod Gordon (Filadelfia, Pensilvania; 19 de junio de 1955) es un empresario estadounidense. Es el presidente de Carver W. Reed Co. Inc, una joyería y oficina de préstamos de Filadelfia que se estableció en 1860. También es el fundador de la extinta promoción de lucha profesional Eastern Championship Wrestling (más tarde Extreme Championship Wrestling). Era el dueño de la promoción hasta que fue vendida a su jefe de reservas Paul Heyman en mayo de 1995.

## Biografía

### Extreme Championship Wrestling
Una de las participaciones más notables de Gordon en ECW (Eastern Championship Wrestling en ese momento) fue un torneo con el nombre de NWA y para el Campeonato Mundial de Peso Pesado de NWA . Después de que Shane Douglas derrotó a 2 Cold ScorpioPara ganar el título, Gordon y Paul Heyman lo guionaron, quienes intentaban evolucionar en una compañía separada de NWA, para decirle a todas las personas que alguna vez se asociaron con la NWA que "besaran mi trasero (Douglas)", lanzaran el título de la NWA ceñirse y declararse personalmente como "el nuevo campeón mundial de peso pesado de ECW". Poco después, se confirmó que ECW pasó a llamarse Extreme Championship Wrestling. Gordon seguiría siendo el comisionado de la figura de ECW hasta que dejara la compañía varios años después.

### Años siguientes a ECW
Banner del Salón de la Fama Hardcore de Gordon en el antiguo ECW Arena .
Después de ECW, Gordon reservó Pro-Pain Pro Wrestling y fundó Xtreme Fight Club. Gordon estuvo involucrado con Pro Wrestling Unplugged y en su segundo aniversario del 20 de septiembre de 2006, Gordon fue anunciado como su nuevo propietario.
El 19 de abril de 2008, Pro Wrestling Unplugged celebró un espectáculo de despedida para Tod Gordon.
El 10 de febrero de 2010, Tod Gordon anunció que él y Paul Heyman colaborarían en un nuevo proyecto, con un anuncio en 2011.
Tod Gordon regresó a The Arena el 10 de julio de 2010 para formar parte de Acid-Fest como tributo a Trent Acid .
El 8 de agosto de 2010, Gordon regresó por satélite, para rendir homenaje a ECW en Hardcore Justice de TNA .
Gordon aparecería en un documental en DVD producido por WWE de Paul Heyman.

## Vida personal
Gordon tiene dos hijas y un hijo, Alexandra, Rebecca y Charlie Gordon. Tod se ha casado dos veces. Actualmente está casado. Es dueño de la casa de empeño de Filadelfia Carver W. Reed. Es expresidente de la Asociación de Agentes de Empeño del Estado de Pennsylvania. También es expresidente de The Variety Club, una organización benéfica internacional que atiende a niños con discapacidades.

## Logros
- Salón de la fama hardcore (2009)